# Juliusz Głodek

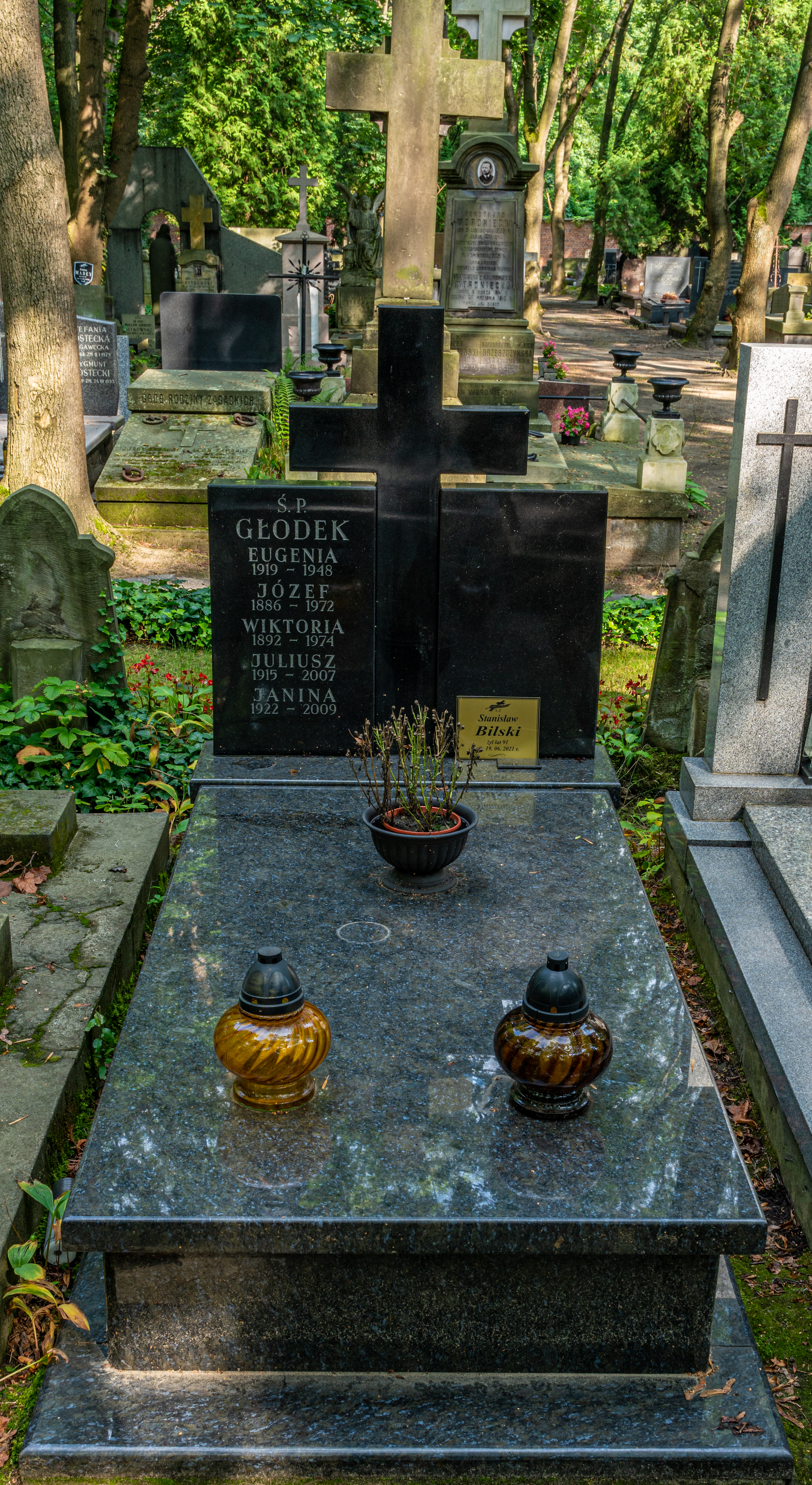
Grób Juliusza Głodka na cmentarzu Powązkowskim

Juliusz Głodek (ur. 1915,  zm. 22 października 2007) – polski geolog.

## Życiorys
Był wychowankiem Gimnazjum Wojciecha Górskiego w Warszawie. Po wybuchu II wojny światowej uczestniczył w obronie Modlina. Następnie był jeńcem niemieckiego oflagu w Murnau. Był absolwentem Uniwersytetu Warszawskiego. Uzyskał stopień naukowy doktora nauk technicznych budownictwa wodnego. Był autorem wielu publikacji naukowych. Współautor między innymi takich publikacji jak Z biegiem Wisły: przewodnik geologiczno-krajoznawczy pod redakcja naukową Cyryla Kolago (Wydawnictwa Geologiczne; 1967) czy podręcznik Geologia i wiadomości z nauki o złożach wraz z Z. Kilianem i T. Szczepanikiem (Państwowe Wydawnictwa Szkolnictwa Zawodowego; 1953). Członek Polskiego Towarzystwa Geologicznego.
Został pochowany w grobowcu rodzinnym na cmentarzu Powązkowskim w Warszawie (kwatera 192-2-29).

## Publikacje
- Arcach (Górski Karabach), Warszawa: Koło Zainteresowań Kulturą Ormian przy Oddziale Warszawskim Polskiego Towarzystwa Ludoznawczego, 1989. Brak numerów stron w książce
- Irak, Warszawa: Państwowe Wydawnictwo Naukowe, 1982, ISBN 83-01-02598-0. Brak numerów stron w książce
- Jeziora zaporowe świata, Warszawa: Państwowe Wydawnictwo Naukowe, 1985, ISBN 83-01-05758-0. Brak numerów stron w książce
- Ropa naftowa, Warszawa: Państwowe Wydawnictwo Naukowe, 1961. Brak numerów stron w książce